# Oncidium ghiesbreghtianum
Oncidium ghiesbreghtianum är en orkidéart som beskrevs av Achille Richard och Henri Guillaume Galeotti. Oncidium ghiesbreghtianum ingår i släktet Oncidium och familjen orkidéer. Inga underarter finns listade i Catalogue of Life.

## Bildgalleri

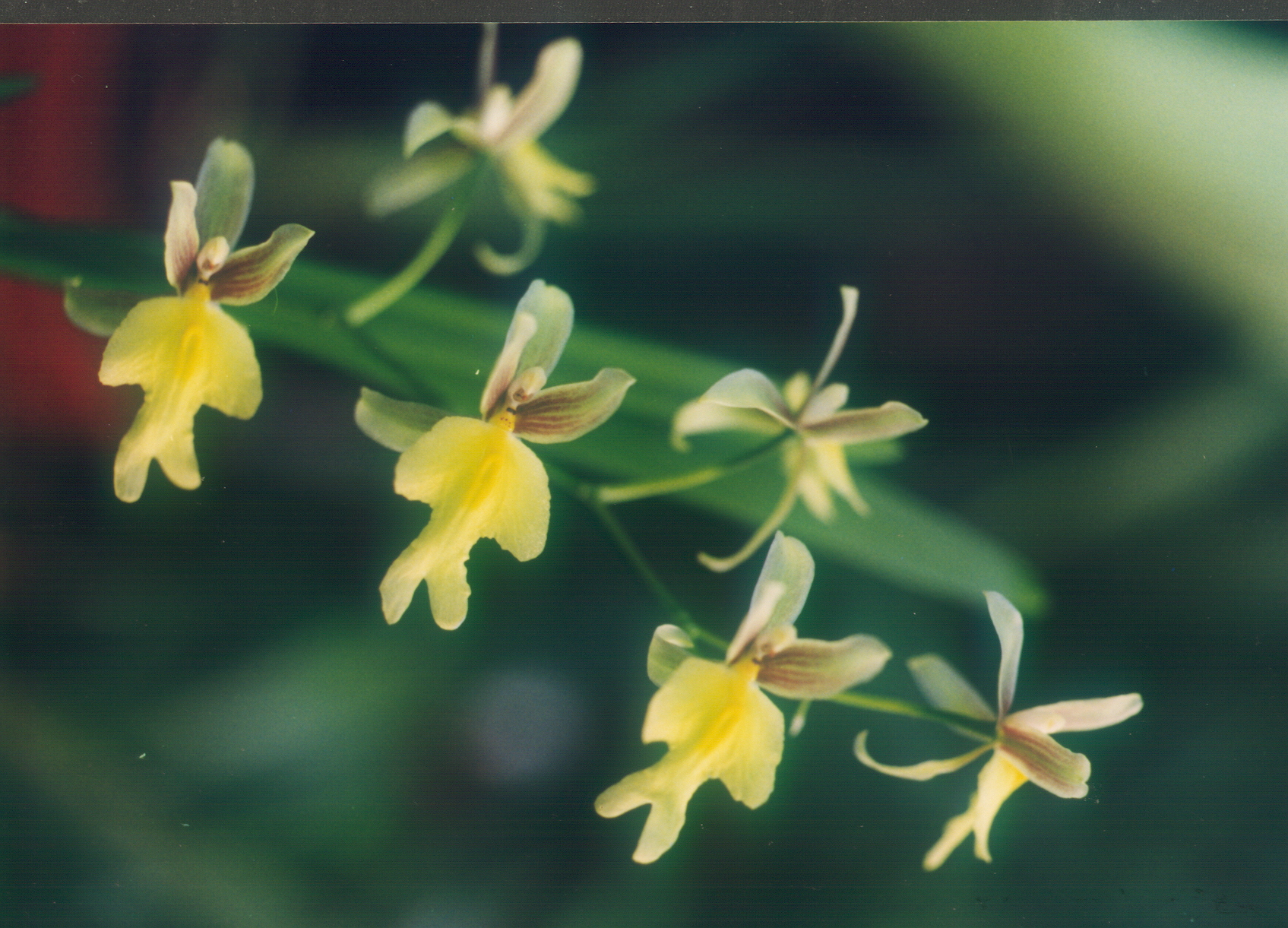
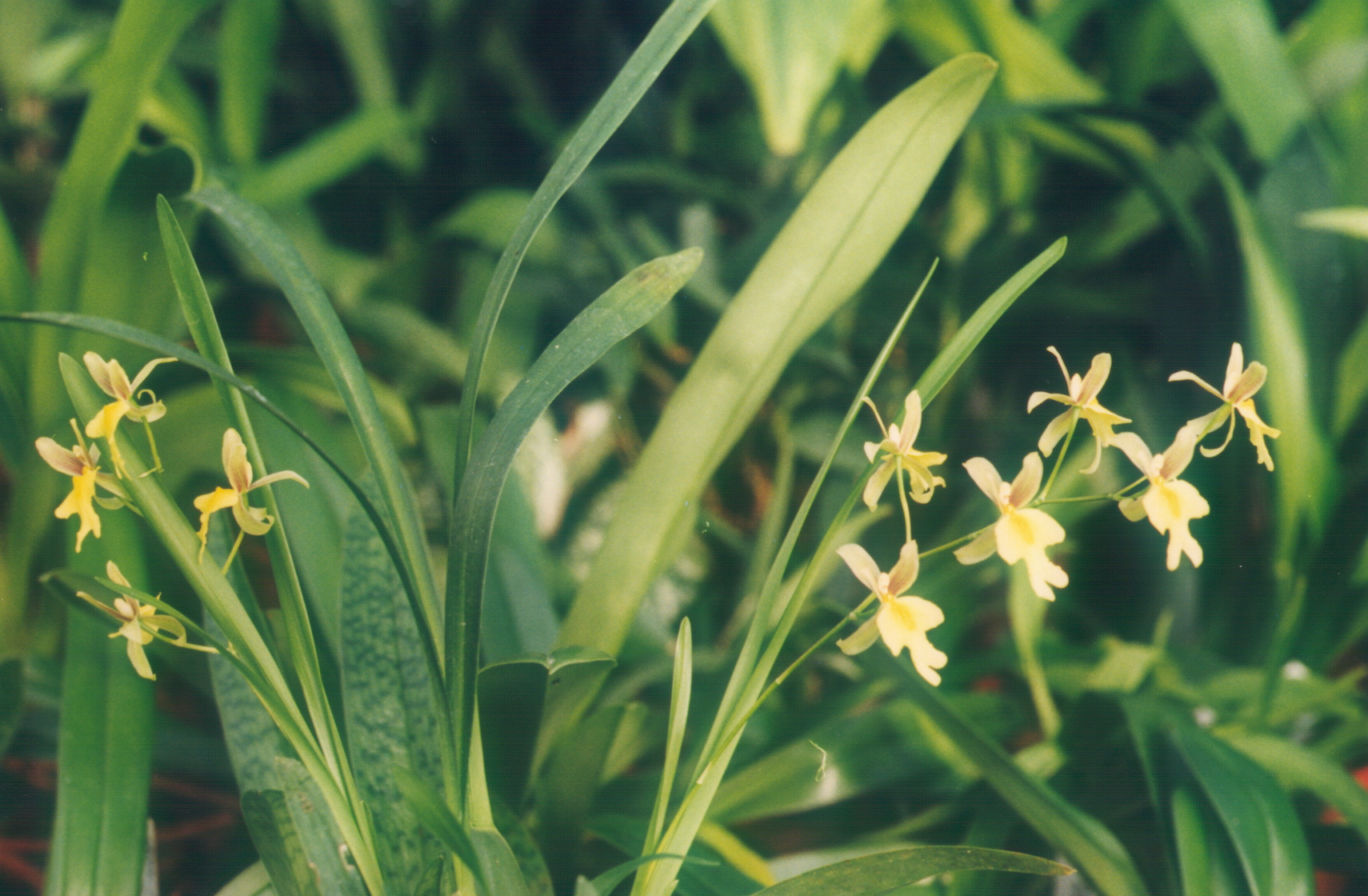
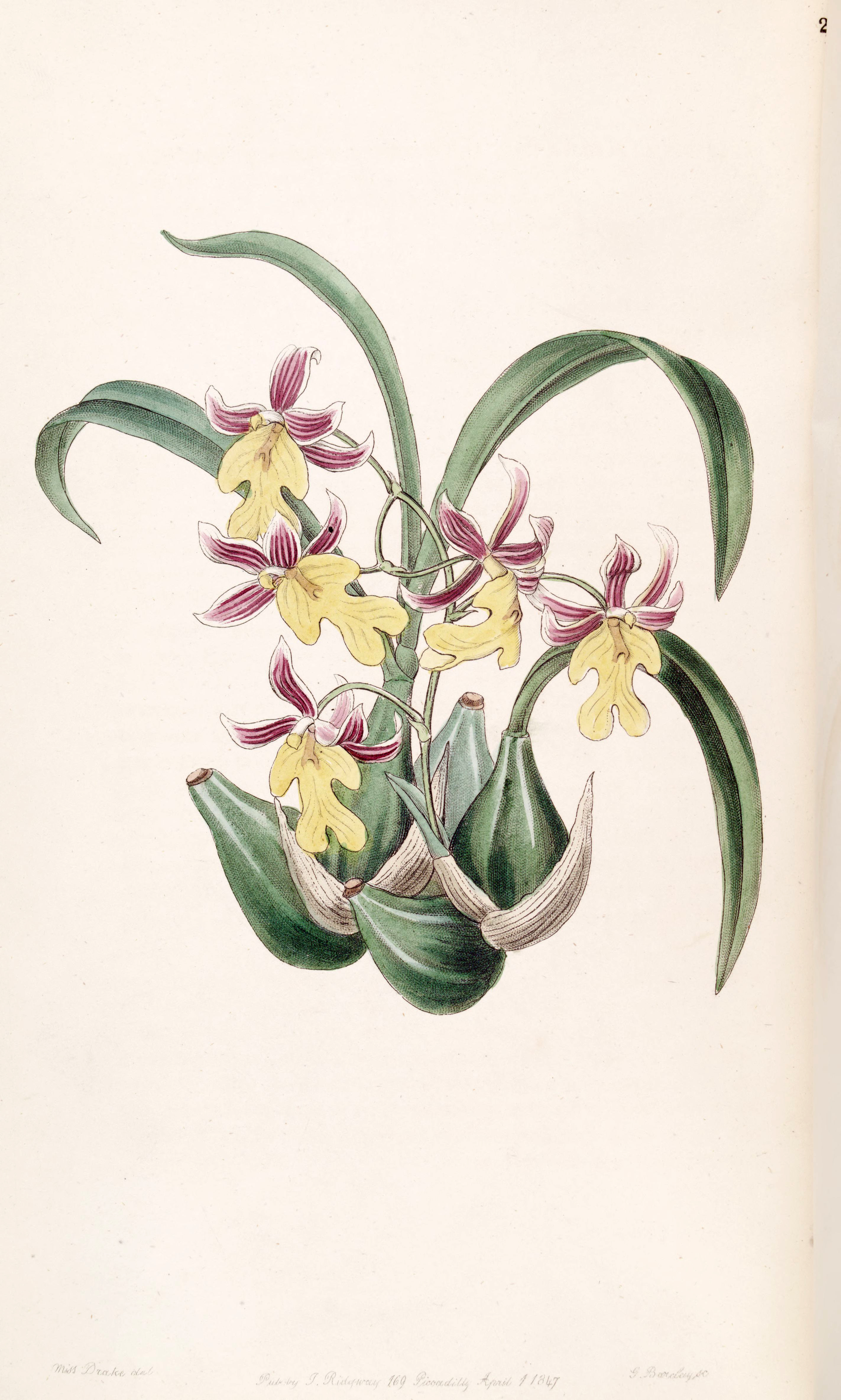
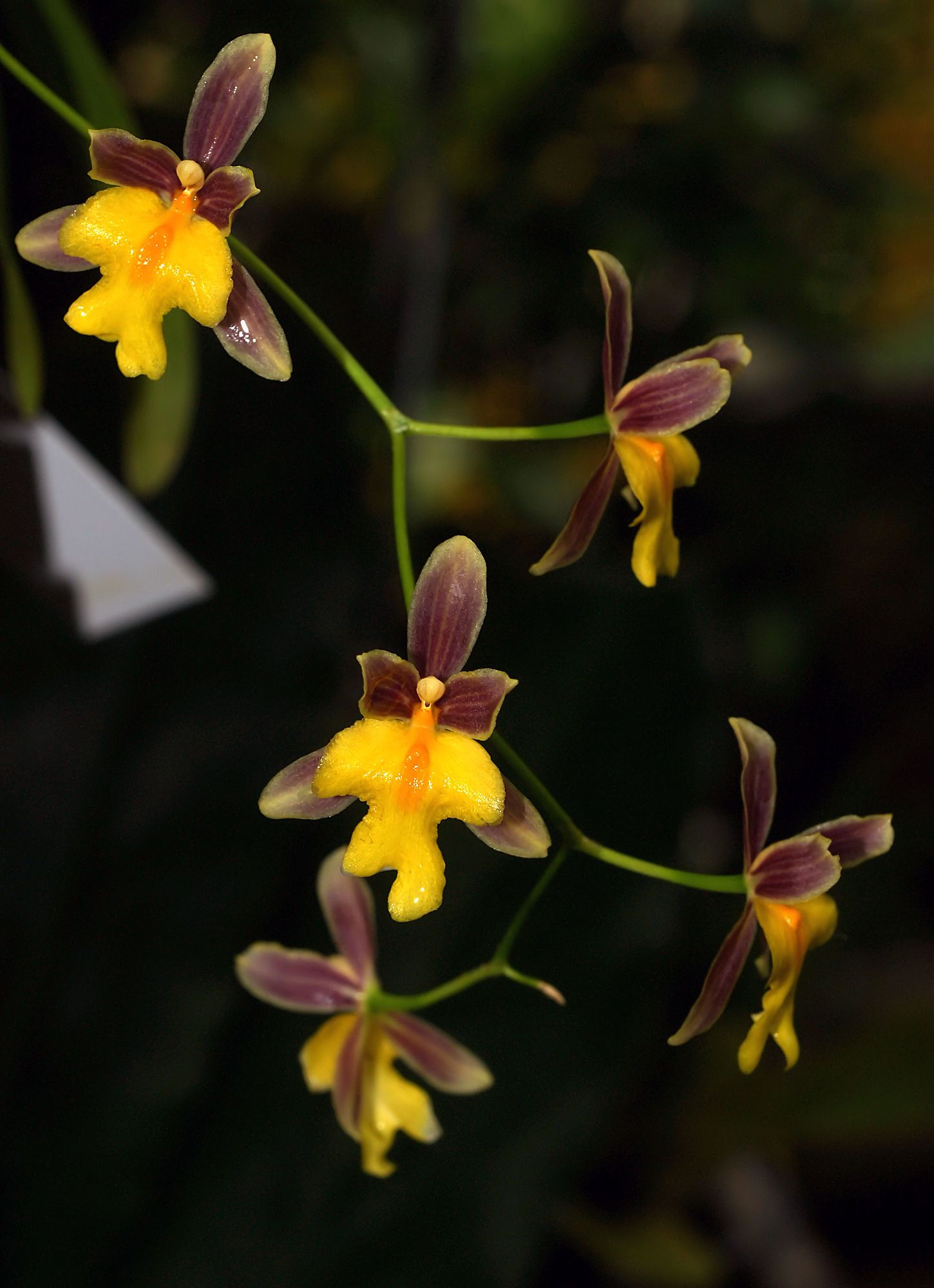
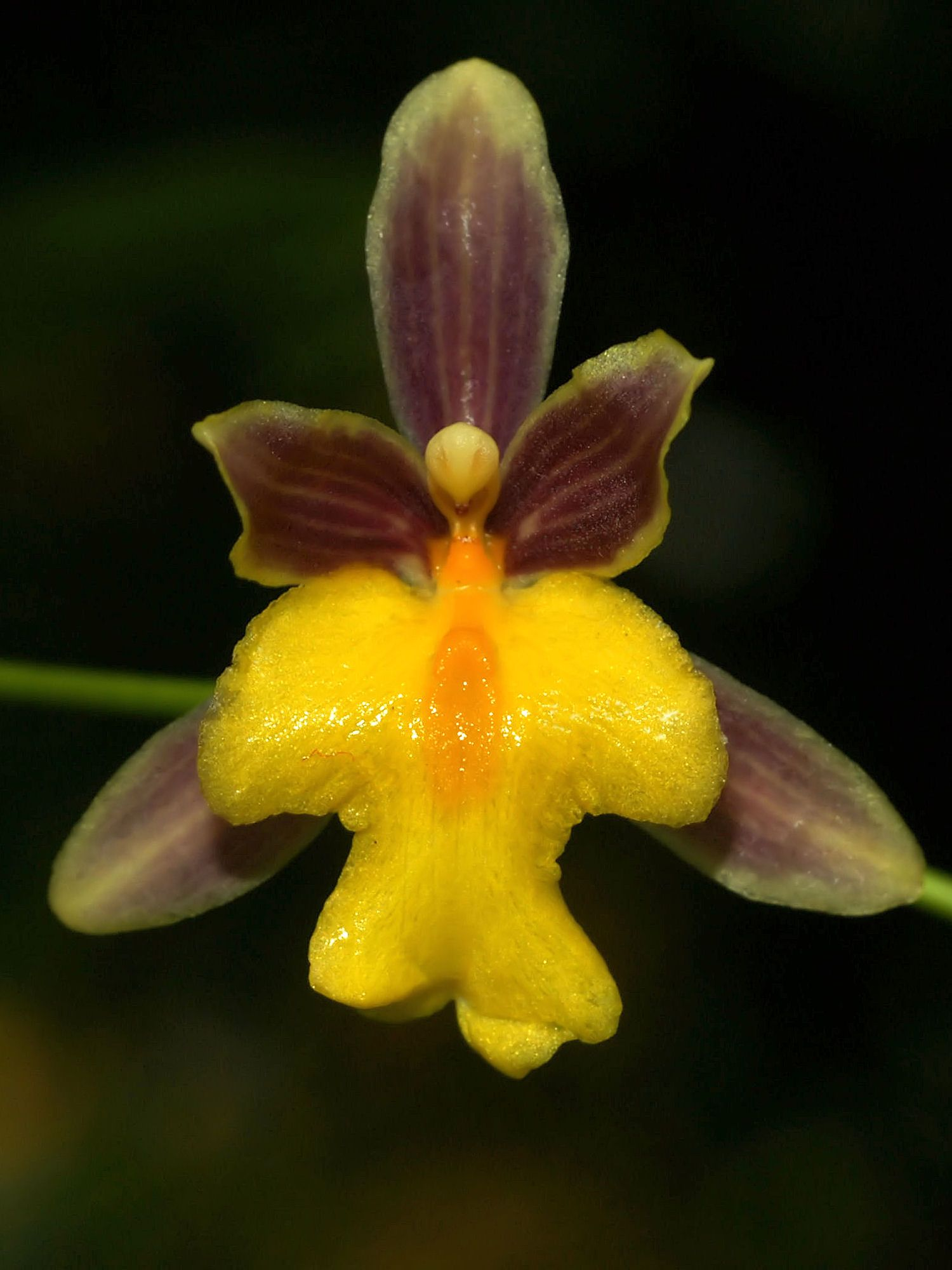
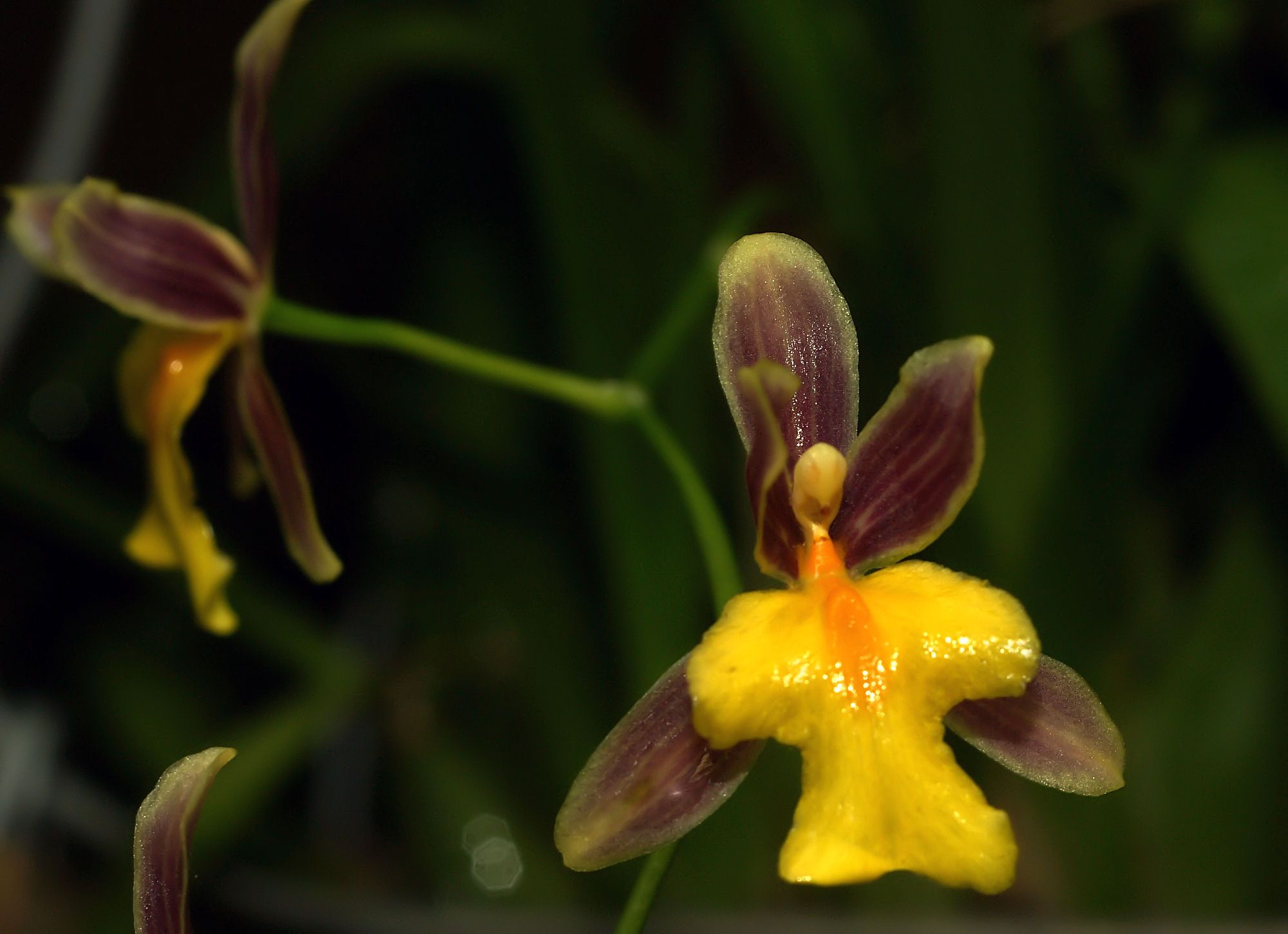